# Letov Š-13
Bei dem tschechischen Flugzeug Letov Š-13 handelt es sich um einen einmotorigen einsitzigen Doppeldecker, der als Jagdflugzeug entwickelt wurde. Die Tragflügel wurden zunächst ohne Verspannung und Abstützung ausgeführt, im Laufe der Erprobung erhielten sie jedoch Verstrebungen zwischen Ober- und Unterflügeln. Der Erstflug der Maschine fand im Jahre 1924 statt. Die Konstruktion führte Alois Šmolík aus.
Von diesem Typ wurde nur ein Exemplar gefertigt. Da auch nach der Verstärkung des Tragwerkes weitere strukturelle Schwächen erkennbar waren, wurde die Entwicklung des Typs nicht weiterverfolgt.

## Technische Daten
| Kenngröße             | Daten                                                                              |
| --------------------- | ---------------------------------------------------------------------------------- |
| Besatzung             | 1                                                                                  |
| Länge                 | 6,97 m                                                                             |
| Spannweite            | 9 m                                                                                |
| Höhe                  | 2,86 m                                                                             |
| Flügelfläche          | 20 m²                                                                              |
| Flächenbelastung      | 55 kg/m²                                                                           |
| Leermasse             | 790 kg                                                                             |
| max. Startmasse       | 1166 kg                                                                            |
| Reisegeschwindigkeit  | 200 km/h                                                                           |
| Höchstgeschwindigkeit | 230 km/h                                                                           |
| Steigzeit             | 18,50 min auf 5000 m Höhe                                                          |
| Dienstgipfelhöhe      | 6400 m                                                                             |
| Reichweite            | 550 km                                                                             |
| Triebwerke            | 1 × 8-Zylinder-V-Motor Škoda 8Fb (Lizenz Hispano-Suiza 8F) mit 220 kW (ca. 300 PS) |
| Bewaffnung            | ?                                                                                  |